# استخر (فیلم ۱۳۹۳)
استخر یک فیلم جنایی اجتماعی به کارگردانی اسماعیل فلاح پور و محصول سال ۱۳۹۳ است. این فیلم  دهم تیرماه ۱۳۹۳ توسط موسسه رسانه های تصویری در شبکه نمایش خانگی توزیع شده است.

## بازیگران
- زیبا بروفه در نقش فروغ، همسر سهیل و خاله مانیا
- پریناز ایزدیار در نقش مانیا، خواهرزاده فروغ
- سیاوش خیرابی در نقش سهیل، همسر فروغ
- میترا تبریزی
- محمد باجلان

## خلاصه داستان
در خلاصه داستان این فیلم آمده: زن میانسال متمولی (بروفه) که صاحب یک رستوران است با شخصی (خیرابی) ازدواج کرده که ۱۰ سال از خودش کوچکتر است. حالا از طرفی خواهرزاده این زن بعد از ۱۳ سال به ایران می آید که ورود او، اختلافاتی بین آنها به وجود می آورد… .